# Доул, Натан Хэскелл
Натан Хэскелл Доул (31 августа 1852 года — 9 мая 1935 года) — американский редактор, переводчик и литератор, поэт, журналист, педагог.
Учился в Академии Филлипса в Андовере и окончил Гарвардский университет в 1874 году. Работал журналистом в Филадельфии, Нью-Йорке и Бостоне. Доул был одним из первых в США переводчиком произведений русских писателей и перевел многие работы Льва Толстого и других авторов, романы испанского писателя Армандо Паласио Вальдеса (1886—1890), различные труды французских и итальянских авторов.

## Биография
Натан Хэскелл Доул родился 31 августа 1852 года в Челси, штат Массачусетс. Он был вторым сыном преподобного Натана Доула (1811—1855) и Кэролайн (Флетчер) Доул. Доул вырос в усадьбе Флетчеров, строгом пуританском доме, в Норриджвоке, штат Мэн, где жила его бабушка и куда его мать переехала с двумя своими сыновьями, когда их отец скончался от туберкулеза.
В статье о Натане в газете «Boston Evening Transcript» от 8 февраля 1929 года говорилось, что Натан, который всегда был активным ребёнком, мог послужить прообразом непослушных мальчиков в популярной серии детских книг «Пруди» (Prudy Books) писательницы Софи Мэй. В той же статье говорится, что Натан был всеядным читателем, который вскоре научился читать на французском, немецком, греческом и латинском языках. Он учился в Итонской школе (Eaton School) в Норриджвоке, а также у частных репетиторов. Позже он поступил в Академию Филлипса, окончив её в 1870 году, а затем в Гарвард, который окончил в 1874 году. Спустя годы он получил степень доктора права и стал почётным выпускником Университета Оглторпа в Атланте, штат Джорджия.
Доул преподавал в Колледже Де Во (De Veaux College) (1874—1875) и в Вустерской средней школе (Worcester High School) (1875—1876). С 1876 по 1878 год он был наставником в Академии Дерби (Derby Academy) в Хингеме, штат Массачусетс. В 1881 году он оставил преподавание для работы в газете Philadelphia Press, где он был редактором отделов музыки и литературы до 1878 года. (Некоторое время его статьи появлялись как в утреннем, так и в вечернем изданиях, предоставляя ему возможность опровергать в вечернем выпуске то, что он написал в утреннем выпуске, и наоборот). С 1887 по 1901 год Доул был литературным консультантом издательства T. Y. Crowell Publishing Company, а в 1901 году был секретарем отдела работы с общественностью в D. Appleton and Co.
В 1892 году Доул женился на Хелен Джеймс Беннетт. Они переехали в Бостон, где Доул сосредоточился на написании, переводе, редактировании и чтении лекций. Он и его семья многие годы жили в Джамейка-Плейн, проводя лето в Оганквите, штат Мэн. Они были популярными представителями литературных кругов и салонов бостонского общества. В доме Доулов звучала музыка, авторы читали произведения, а сам глава семейства был известен как интересный собеседник за ежедневным чаепитием.
В 1928 году, когда Доулу было семьдесят шесть лет, супруги переехали в Нью-Йорк, чтобы быть рядом с дочерью и внуками, и жили в Ривердейл-он-Хадсон.
Доул был знаком с такими видными литераторами, как Ральф Уолдо Эмерсон, Генри Уодсворт Лонгфелло (который преподавал ещё его отцу в колледже Боудойн), Оливер Уэнделл Холмс, старший, Уильям Каллен Брайант, Джеймс Рассел Лоуэлл, Чарльз Андерсон Дейна, Уолт Уитман, Уильям Дин Хауэллс, Джон Гринлиф Уиттиер, Томас Уентворт Хиггинсон, Эдвард Эверетт Хейл, Джулия Уорд Хоу, Луиза Чэндлер Моултон, Берд Спилман Дьюи и многими другими.
9 мая 1935 года Доул скончался от сердечного приступа в Йонкерсе, штат Нью-Йорк.

### Собственные произведения
- A Score of Famous Composers (1891-1902-1924, расширенное и пересмотренное издание — 1927)
- The Hawthorn Tree and other Poems (1895)
- Joseph Jefferson at Home (1898)
- Life of Count Tolstoi (1911)
- The Spell of Switzerland (1913)
- Young Folks History of Russia, 1881
- Not Angela Quite (fiction) 1893
- On the Point (fiction) 1893 Famous Composers
- The Hawthorn Tree and Other Poems, 1896
- Poem for the Educational Music Courses, 1896
- Joseph Jefferson At Home, 1896
- Life of Francis William Bird, 1897
- Omar the Tentmaker, A Romance of Old Persia (1898, 1921, 1928)
- Peace and Progress, 1904
- Six Italian Essays, 1907
- The Pilgrims and other Poems, 1907
- Rote Songs for Boston Public Schools, 1915—1916
- America in Spitsbergen (two volumes), 1922
- The Mistakes We Make, 1898
- The Latin Poets, 1905
- The Breviary Treasures (10 Vols.) 1905—1906
- The Greek Poets, 1907

### Статьи в
- Boston Evening Transcript
- The Portland News
- The Independent
- The New York Times Literary Supplement
- Многие другие журналы.

### Под редакцией Доула
- The Internal Library of Famous Literature, 1890
- Flowers from Persia Poets, 1901
- The Young Folks Library, 1902
- The Encyclopedia Americana, 1905
- Vocations, 1909—1910. (10 vols., in collaboration with Pres. Hyde and Caroline Ticknor.)
- The 10th Edition of Bartlett’s Familiar Quotation, with additions. Poems of Dr. Samuel S. Curry, with Biography, 1923

- Omar Khayyám (1896)
- Tolstoi’s Collected Works (20 volumes, 1899)
- Poetical Works of Keats and Shelley (1905)

Помимо переводов Толстого, Доул был редактором труда по истории России: Popular History of Russia from the Earliest Times to 1880 (1880—1882) и автором истории России для детей: Young Folk’s History of Russia (1881).